# Blagg (månekrater)
Blagg er et lille nedslagskrater på Månen. Det befinder sig på Sinus Medii på Månens forside, og det er opkaldt efter den engelske astronom Mary A. Blagg (1858 – 1944). Observation af krateret rapporteredes første gang i 1935 af Félix Chemla Lamèch.
Navnet blev officielt tildelt af den Internationale Astronomiske Union (IAU) i 1935 på forslag af Félix Lamèch.

## Omgivelser
Mod øst-sydøst ligger det uregelmæssige Rhaeticuskrater, og mod nordøst ligger Triesneckerkrateret. 

## Karakteristika
Blaggkrateret er et cirkulært, brystformet krater uden tegn på erosion af betydning.

## Måneatlas
- Billeder af Blaggkrateret i LPI-måneatlasset